# Réacteur A2W
Le réacteur A2W est un réacteur nucléaire naval utilisé par la marine américaine pour assurer la production d'électricité et la propulsion des navires de guerre. La désignation A2W signifie :
- A = ''Aircraft carrier'' : porte-avions.
- 2 = ''Second generation'' : noyau de deuxième génération.
- W = ''Westinghouse'' qui était le concepteur sous contrat

## Histoire
Ce réacteur nucléaire a été utilisé dans le premier porte-avions à propulsion nucléaire, l'USS Enterprise. Les quatre usines de propulsion de l'Enterprise contenaient chacune deux réacteurs, numérotés en fonction de l'arbre qu'ils alimentaient, 1A-1B, 2A-2B, 3A-3B et 4A-4B. Chaque centrale de propulsion était capable de fonctionner sur une centrale nucléaire sur la majeure partie de la plage de puissance requise pour propulser le navire à des vitesses supérieures à 33 nœud. Les deux réacteurs auraient été en ligne pour fournir simultanément une vitesse maximale du navire et une capacité de lancement d'avion.

## Conception et fonctionnement
Les réacteurs sont des réacteurs à eau pressurisée alimentés en uranium 235 hautement enrichi (plus de 93%). L'eau légère est utilisée à la fois comme modérateur de neutrons et comme caloporteur du réacteur. Des barres de contrôle en hafnium sont utilisées pour contrôler le fonctionnement du réacteur. L'extraction des barres à une hauteur calculée permet au réacteur d'atteindre la criticité, le point auquel les réactions de fission nucléaire atteignent un niveau auto-entretenu. Ensuite, le débit de vapeur (provenant des générateurs de vapeur) régule la puissance du réacteur comme expliqué ci-dessous. Les barres de commande sont "calées" vers l'intérieur ou vers l'extérieur pour réguler la température moyenne du liquide de refroidissement ou abaissées au fond de la cuve du réacteur pour arrêter le réacteur : soit effectué de manière lente et contrôlée, soit lâché rapidement pendant ce qu'on appelle un SCRAM pour arrêter immédiatement le réacteur en cas d'urgence.
Une grande partie du contrôle de la puissance du réacteur pendant le fonctionnement résulte du coefficient de température négatif de l'eau de refroidissement. La puissance du réacteur est déterminée par le taux instantané d'événements de fission qui se produisent dans le combustible. Au fur et à mesure que l'eau se réchauffe, elle se dilate et devient moins dense, ce qui fournit moins de molécules par volume pour modérer les neutrons, donc moins de neutrons sont ralentis aux énergies thermiques requises pour entretenir la fission thermique. Inversement, lorsque la température de l'eau de refroidissement diminue, sa densité augmente et un plus grand nombre de neutrons atteignent l'énergie thermique requise, augmentant le nombre de fissions par unité de temps, créant plus de chaleur. Cela a pour effet de permettre à la "demande de vapeur" de contrôler la puissance du réacteur, nécessitant peu d'intervention de la part de l'opérateur du réacteur pour les modifications de la puissance demandée par les opérations du navire.
L'eau chaude des réacteurs est envoyée, via de grosses canalisations, dans des échangeurs de chaleur appelés générateurs de vapeur. Là, la chaleur de l'eau de refroidissement du réacteur pressurisée et surchauffée est transférée, à travers les parois des tubes, à l'eau introduite dans les générateurs de vapeur à partir d'un système d'alimentation séparé. Dans les systèmes A1W et A2W, l'eau de refroidissement du réacteur est maintenue entre 274 et 285 degrés. Dans les générateurs de vapeur, l'eau du système d'alimentation est convertie en vapeur à 279 degré et une pression d'environ 4 MPa. Une fois que l'eau primaire du réacteur a dégagé sa chaleur dans les générateurs de vapeur, elle est renvoyée, via de grosses pompes électriques (quatre par réacteur), vers les réacteurs pour répéter le cycle.
La vapeur saturée à 4 MPa est canalisé de chaque générateur de vapeur vers un collecteur commun, où la vapeur est ensuite envoyée au moteur principal, aux générateurs électriques, au système de catapulte de l'avion et à divers auxiliaires. Il y a deux turbines de propulsion principales, une turbine haute pression et une turbine basse pression, avec un séparateur d'humidité en place entre les deux. La turbine de propulsion principale basse pression est à double extrémité, dans laquelle la vapeur entre au centre et se divise en deux flux lorsqu'elle pénètre dans les roues de turbine réelles, se dilatant et abandonnant son énergie en le faisant, faisant tourner la turbine à grande vitesse. L'arbre principal pénètre dans un engrenage réducteur dans lequel la vitesse de rotation élevée de l'arbre de turbine est réduite à un taux de rotation utilisable pour propulser le navire. La vapeur épuisée du moteur principal et d'autres auxiliaires entre dans les condenseurs pour être refroidie en eau liquide et recyclée dans le système d'alimentation.

## Sources et références
1. ↑  Chunyan Ma et Frank von Hippel, « Ending the Production of Highly Enriched Uranium for Naval Reactors », The Nonproliferation Review, printemps 2001 (consulté le 20 février 2013), p. 87